# Eduardo Reyes Ortiz
Eduardo Reyes Ortiz (1907 – 22 ottobre 1955) è stato un calciatore boliviano, di ruolo attaccante.

## Carriera
Partecipò al Mondiale del 1930 con la Nazionale boliviana.